# Gothic II: Night of the Raven
Gothic II: Night of the Raven (укр. Готика II: Ніч Ворона) — офіційне доповнення (аддон) до гри «Gothic II», що вийшло 22 серпня 2003 року для платформи Windows, та привнесло графічні зміни, нові завдання, більшу свободу дії для гравця й нову локацію — Яркендар (англ. Jarkendar). Більшість ігрових журналів Європи дали аддону більшу оцінку, ніж оригіналу. У магазинах дистриб'юторів зараз входить у видання Gothic II: Gold Edition.

## Опис
Разом з аддоном з'явилися три нові неосновні фракції:
- Маги Води
- Пірати
- Бандити

Ще Головний Герой зможе вивчити стародавню мову і розкриє для себе зміст старовинних манускриптів, які допоможуть йому стати ще могутнішим.
Площа ігрового світу зросла приблизно на 30% внаслідок великої нової локації — Яркендар. На півночі Яркендара розташований каньйон, що досліджується орками і заселений небезпечними тварюками. На захід від каньйону розкинувся берег моря, де поселилися пірати, що знайшли прихисток в цьому віддаленому куточку королівства. На сході розкинулися темні печери й таємничі болота. Тут, серед драговин, що кишать болотними монстрами, влаштували своє лігвище бандити. А на півдні Яркендара покояться руїни древньої цивілізації — джерело стародавньої мудрості та артефактів небувалої сили.

## Особливості гри
- Нова сюжетна гілка, яка допомагає ще тісніше ознайомитися з багатогранним рольовим всесвітом.
- Нова локація — Яркендар.
- Три додаткових гільдії: бандити, пірати та Коло Води.
- Нові зразки зброї, броні та заклинань.
- Безліч небачених монстрів, які стали хитрішими й значно сильнішими.